# Juan Pablo II (Piura)
Juan Pablo II es un caserío peruano ubicado en el distrito de Piura, perteneciente a la provincia y departamento homónimo, al norte del Perú. 

## Ubicación
Juan Pablo II se ubica al oeste de la provincia de Piura, en el distrito de Piura, en el departamento de Piura.

## Demografía
En 2017 Juan Pablo II tenía una población de 73 habitantes.
| Gráfica de evolución demográfica de Juan Pablo II entre 1993 y 2017 |
|                                                                     |
| Fuentes: Población 1993 y 2017                                      |